# فهر بن تيمور
فهر بن تيمور (1924-1996) هو أحد أفراد العائلة المالكة والسياسيين العمانيين. شغل منصب نائب رئيس الوزراء لشؤون الدفاع من عام 1977-1996، في عهد ابن أخيه السلطان قابوس بن سعيد. كان فهر أحد أبناء السلطان تيمور بن فيصل، وأحد الإخوة غير الأشقاء للسلطان سعيد بن تيمور. درس في كلية مايو بالهند في الخمسينيات. وفي عهد سعيد بن تيمور، عُين فهر واليًا، لكنه فر من البلاد في عام 1962، وعاد من المنفى بعد تولي السلطان قابوس السلطة.
عُين نائبًا لوزير الدفاع من 1 أيار 1973-1979، وكان وزيرًا للداخلية من 1974-1976. بالإضافة إلى أن السلطان قابوس عينه نائبًا لرئيس الوزراء لشؤون الأمن والدفاع في عام 1976. وبصفته نائبًا لرئيس الوزراء لشؤون الدفاع، فكان مسؤولاً فقط أمام السلطان في شؤون الدفاع. واحتفظ بلقب نائب رئيس الوزراء حتى وفاته. كما يُقال إنه كان أحد المرشحين المحتملين لخلافة السلطان قابوس في تسعينيات القرن العشرين.
توفي فهر في 2 كانون الأول 1996 عن عمر يناهز 71 عامًا.